# القمة الإسلامية (2013)
مؤتمر القمة الإسلامي الثاني عشر (7 - 6 فبراير ‌‌2013م)، عُقد في العاصمة المصرية القاهرة.

## أبرز القرارات
- احترام وحدة سوريا، ودعوة النظام السوري للتحلي بالحكمة، وتجنيب سوريا خطر الحرب الأهلية بتشكيل حكومة انتقالية.
- دعم جهود التسوية السياسية بليبيا.
- الإشادة بدعوة البحرين لحوار وطني شامل.
- دعم القضية الفلسطينية ومتابعة تطوراتها.